# Цвітіння темряви
Цвітіння темряви (івр. פרחי האפלה , Pirhei HaAfela; англ.: Blooms of Darkness) — роман 2006 року ізраїльського письменника Аарона Аппельфельда. Наратив розповідає про 11-річного єврейського хлопчика, який залишається з повією в українському гетто під час Другої світової війни. Аппельфельд сказав, що своєю книгою він «хотів дослідити найтемніші місця людської поведінки та показати, що навіть там щедрість і любов можуть вижити; що людяність і любов можуть подолати жорстокість і жорстокість». У 2012 році роман, перекладений на англійську мову Джеффрі М. Ґріном, отримав Незалежну премію закордонної фантастики.

## Відгуки
Керол Анжер рецензувала книгу для The Independent і згадала ще два твори, які поєднують Голокост і сексуальність — «Нічний портьє» і «Люб'яки», — але написала, що «Цвітіння темряви» принципово відрізняється від них: «Надто часто в інших головним здається секс. Тут справа в природі пам'яті, зростанні письменника, а насамперед у психології переслідувань і виживання. Дилема батьків, як жити з жахом і що сказати дітям; невблаганне забуття Гюго; нездатність зрозуміти, чого ви боїтеся — для Гюго значення слова „повія“, для тих, хто вижив, той факт, що більшість ніколи не повернеться — усе це вловлено в миттєвій, делікатній прозі Аппельфельда».
Шошана Олідорт з Jewish Review of Books писав: «Роман має всі характерні ознаки роботи Аппельфельда, але він не такий ефективний, ніж багато його попередніх книг. Можливо, це тому, що стриманість може зайти лише так далеко, особливо коли автор переглядає теми, які він уже детально досліджував. Проте, це потужний роман, читача особливо переслідує настрій ізоляції, який пронизує останні розділи книги».